# Štefanec (Trnovec Bartolovečki)
Štefanec is een plaats in de gemeente Trnovec Bartolovečki in de Kroatische provincie Varaždin. De plaats telt 405 inwoners (2001).